# Verano (novela)
Verano (título en inglés: Summertime) es una novela publicada en 2009 por el escritor J. M. Coetzee, nacido en Sudáfrica y Premio Nobel de Literatura. Es la tercera de una serie de memorias noveladas por este autor (las dos primeras son Infancia. Escenas de una vida de provincias y Juventud) y detalla la vida de un tal John Coetzee desde la perspectiva de cinco personas que lo han conocido. La novela transcurre en gran parte a mediados y finales de la década de 1970 en Ciudad del Cabo (Sudáfrica), aunque también hay escenas importantes en los entornos más remotos de Sudáfrica. Si bien existen similitudes obvias entre el escritor real y el personaje de la novela, John Coetzee, hay algunas diferencias entre ambos, en particular la de que el John Coetzee de la novela se presenta como ya fallecido. Dentro de la novela, las opiniones y pensamientos de las cinco personas son compilados e interpretados por un biógrafo ficticio, que también añade fragmentos de los cuadernos de John Coetzee.
Verano fue finalista del Premio Booker de 2009. Coetzee ya había ganado este premio en dos ocasiones, y es por esta razón por la que el comentarista literario Merritt Moseley cree que no le fue concedido por esta obra.
En español, esta obra fue publicada en 2010 por Random House Mondadori, con traducción a cargo de Jordi Fibla. Fragmento: 

Por eso le pregunto: ¿cómo podía ser ese escritor suyo un gran hombre cuando no era humano? Es un interrogante serio, ya no se trata de una broma. ¿Por qué cree que, como mujer, no podía responderle? ¿Por qué cree que hice cuanto pude por alejar a mi hija de él cuando aún era demasiado joven y carecía de experiencia que la orientase? Porque de semejante hombre no podía salir nada bueno. El amor: ¿Cómo puedes ser un gran escritor cuando no sabes nada del amor? ¿Cree usted que puedo ser mujer y no saber en lo más hondo de mi ser qué clase de amante es un hombre? Créame, me estremezco al pensar en cómo debían de ser las relaciones íntimas con un hombre así. No sé si llegó a casarse, pero si lo hizo me estremezco por la mujer que se casó con él.